# San Sebastián, Tlaxiaco
San Sebastián är en ort i Mexiko.   Den ligger i kommunen Heroica Ciudad de Tlaxiaco och delstaten Oaxaca, i den sydöstra delen av landet, 280 km sydost om huvudstaden Mexico City. San Sebastián ligger 2 106 meter över havet och antalet invånare är 238.
Terrängen runt San Sebastián är lite kuperad. Runt San Sebastián är det ganska tätbefolkat, med 83 invånare per kvadratkilometer. Närmaste större samhälle är Heroica Ciudad de Tlaxiaco, 1,5 km öster om San Sebastián. I omgivningarna runt San Sebastián växer huvudsakligen savannskog.